# Гострохвіст білогорлий
Гострохві́ст білогорлий (Premnoplex tatei) — вид горобцеподібних птахів родини горнерових (Furnariidae). Ендемік Венесуели.

## Підвиди
Виділяють два підвиди:
- P. t. tatei Chapman, 1925 — гори Серранія-де-Турімікуїре і Коридильєра-де-Каріпе в штатах Ансоатегі, Сукре і Монагас;
- P. t. pariae Phelps & Phelps Jr, 1949 — гори на півострові Парія[en].

Деякі дослідники виділяють підвид P. t. pariae у окремий вид Premnoplex pariae.

## Поширення й екологія
Білогорлі гострохвости мешкають в горах Прибережного хребта на півночі і північному сході Венесуели. Вони живуть в густому підліску вологих гірських тропічних лісів, зустрічаються на висоті від 800 до 2410 м над рівнем моря. Живляться комахами та іншими безхребетними.

## Збереження
МСОП класифікує цей вид як такий, що перебуває під загрозою зникнення. За оцінками дослідників, популяція білогорлих гострохвостів становить від 3540 до 10860 птахів, з яких від 1840 до 3680 птахів мешкає на півострові Парія. Білогорлим гострохвостам загржує знищення природного середовища.